# Ochsenpferchbunker

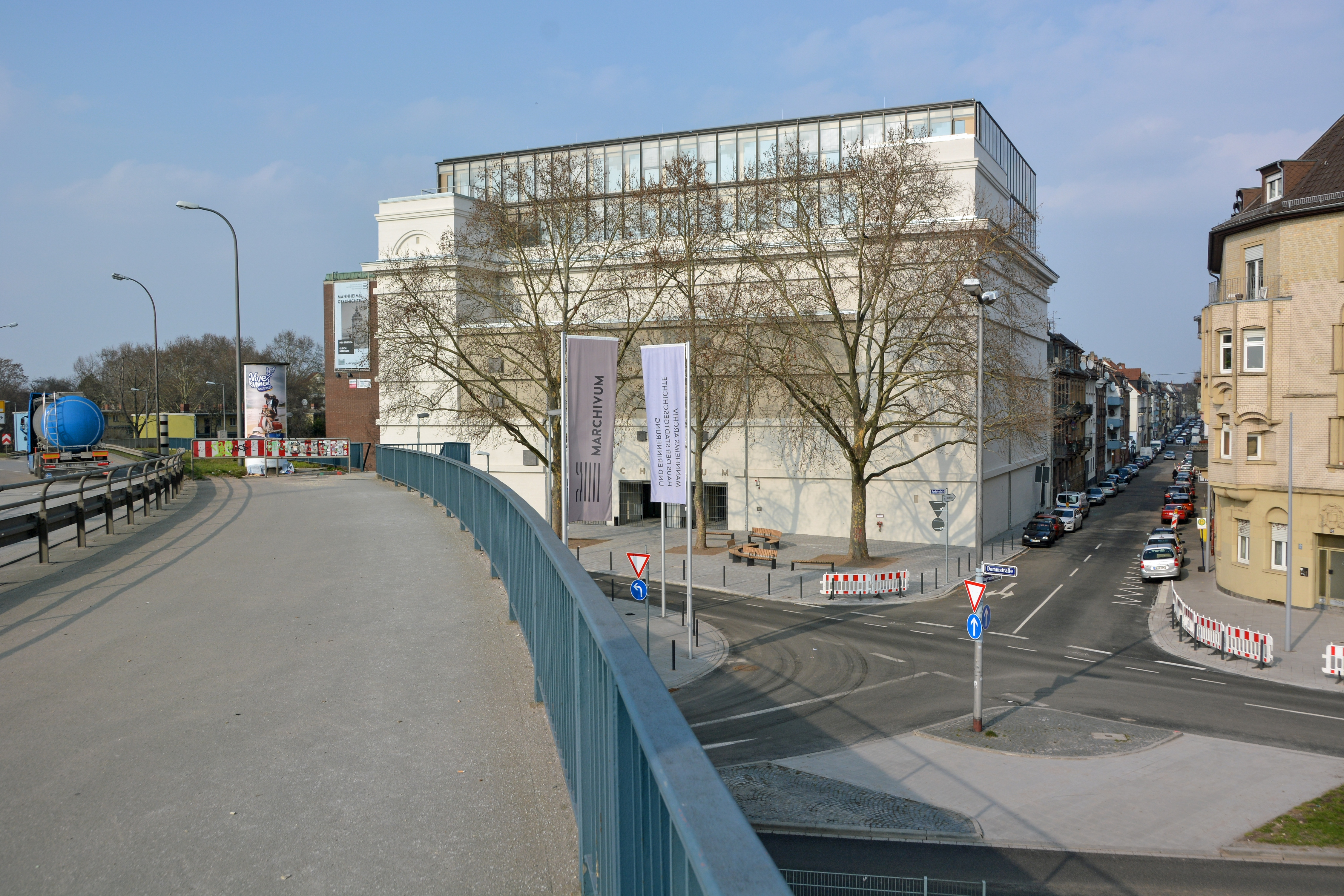
Ochsenpferchbunker – Marchivum, 2018. Front mit Eingangsbereich, links die Jungbuschbrücke

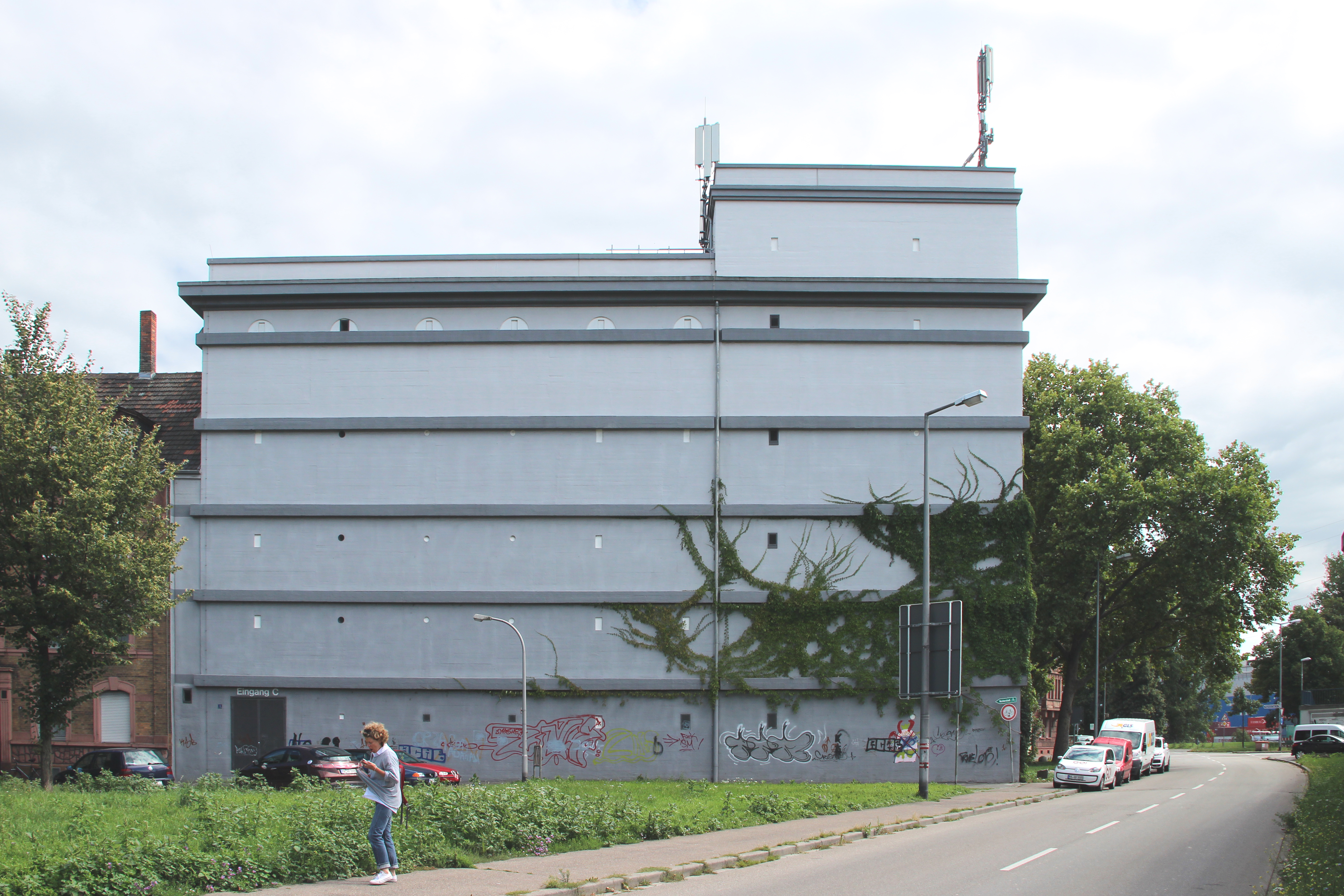
Nord-West-Seite, 2014

Der Ochsenpferchbunker ist der größte Hochbunker in Mannheim und stammt aus der Zeit des Zweiten Weltkriegs. Das denkmalgeschützte Gebäude steht am nördlichen Neckarufer, an der Auffahrt der Jungbuschbrücke im Stadtbezirk Neckarstadt-West. Die Benennung des Bunkers rührt vom Gewann „Ochsenpferch“ her, in dem er errichtet wurde. Alternativ wurden früher auch die Bezeichnungen „Bunker an der Hindenburg-Brücke“ oder „Bunker Bürgermeister-Fuchs-Straße“ verwendet.

## Gebäude
Die Gebäudehülle umfasst 29.310 Kubikmeter bei einer Grundfläche von 6100 Quadratmetern. Über einem Kellergeschoss und dem Erdgeschoss befinden sich vier Stockwerke. Die Wanddicke beträgt 1,10 m, die Deckenstärke 1,40 m. Die Kapazität war (mit rund 1000 Liegeplätzen und 2000 Sitzplätzen) für eine planmäßige Belegung mit 3412 Menschen konzipiert. Nach Aushub Ende 1940 wurde der Rohbau von April 1941 bis Januar 1943 errichtet und dazu mehr als 10.000 Kubikmeter Stahlbeton verwendet. Zum Bunkerbau wurden auch Zwangsarbeiter herangezogen.

## Nutzung im Zweiten Weltkrieg
Bei den ersten Luftangriffen auf die Neckarstadt am 9./10. Mai 1941 befand sich der Bunker noch im Bau. Nach Fertigstellung bot er bei maximaler Belegung 7500 Menschen Schutz. Das Gebäude wurde mehrfach getroffen und hielt in der Nacht vom 23./24. September 1943 dem Treffer einer 10-Zentner-Minenbombe auf den östlichen Treppenturm stand. Weitere Luftangriffe, u. a. am 26. August 1944, führten nicht zu ernsthaften Beschädigungen.

## Nutzung nach dem Krieg
Nach Kriegsende wurde der Bunker zunächst von den amerikanischen Streitkräften als Gefangenenlager und danach zur Unterbringung für deren Bedienstete, für Kriegsheimkehrer und Rückkehrer aus Evakuierung genutzt. Anschließend diente er unter städtischer Verwaltung als Notwohnraum und hatte im Herbst 1949 236 Bewohner. Ab Ende 1954 wurden die Bewohner wieder in Wohnungen umquartiert. Frei war der Bunker aber erst 1966.
Nach entsprechendem Umbau diente er im Kalten Krieg als Atomschutzbunker dem Zivilschutz und hätte im Ernstfall etwa 5400 Menschen Platz geboten. 2010/2011 wurde er vom Bundesamt für Bevölkerungsschutz und Katastrophenhilfe (BBK) entwidmet. Der Bund schenkte ihn der Stadt Mannheim.

## Nutzung durch das Stadtarchiv Mannheim (Marchivum)
Seit 2008 diente der Bunker als Außendepot des Stadtarchivs Mannheim, das zu diesem Zeitpunkt im Büroturm des Collini-Centers, dem Technischen Rathaus, untergebracht war. Im Ochsenpferchbunker waren vor allem bereits digitalisierte Bestände des Stadtarchivs untergebracht. Nachdem sich der Büroturm des Technischen Rathauses als sanierungsbedürftig herausstellte, wurde ein neues Quartier für das Stadtarchiv gesucht und schließlich der Ochsenpferchbunker in der Neckarstadt-West als neuer Standort präferiert. 2014 beschloss der Gemeinderat der Stadt einstimmig, den Ochsenpferchbunker für 17 Millionen Euro umzubauen. Die Denkmalschutzbehörde beim Regierungspräsidium Karlsruhe genehmigte die Pläne. Die Ausführung der Baumaßnahmen unter dem neuen Namen „Marchivum - Mannheims Haus der Stadtgeschichte und Erinnerung“ begann im Februar 2016. Für Büros, Lesesaal und Veranstaltungsräume des Stadtarchivs wurden zwei moderne Stockwerke aus Glas auf den Bunker aufgesetzt. Nach der baulichen Fertigstellung erfolgte der Umzug des Stadtarchivs im Winterhalbjahr 2017/18 und der Eröffnung im März 2018. Bereits zum 1. März 2018 wurde der Name des Stadtarchivs in Marchivum geändert. Der Ochsenpferchbunker beherbergt heute die stadtgeschichtliche Ausstellung „Typisch Mannheim“, die lokale NS-Ausstellung „Was hat das mit mir zu tun?“ sowie ein NS-Dokumentationszentrum.